# Pericyma andrefana
Pericyma andrefana is een vlinder uit de familie spinneruilen (Erebidae). De wetenschappelijke naam is voor het eerst geldig gepubliceerd in 1988 door Viette.
De soort komt voor in tropisch Afrika.